# Sint-Catharinakerk (Buchten)
De Sint-Catharinakerk is de parochiekerk van Buchten, gelegen aan Kerkvonderen.

## Geschiedenis
De parochie moet zeer oud zijn geweest, ouder dan de 13e-eeuwse romaanse kerk die de eerste is waarvan gewag werd gemaakt. Omstreeks 1800 raakte deze kerk in verval. Van 1833-1837 werd een nieuwe kerk gebouwd in neoclassicistische stijl, architect was Beugels. De oude kerk werd gesloopt maar de 13e-eeuwse toren bleef behouden. In 1858 werd een doopkapel aangebouwd.
De parochie omvatte aanvankelijk ook Born, dat ondergeschikt was aan Buchten. Pas in 1804 werd de parochie gesplitst.
In diverse fasen werd tussen 1833 en 1837 naar ontwerp van architect Beugels uit Oirsbeek een nieuwe bakstenen kerk gebouwd in neoclassicistische stijl. De toren uit de dertiende eeuw bleef behouden. In 1858 werd er een doopkapel aangebouwd. De toren werd in baksteen verhoogd en kreeg vier hoektorentjes bij de spits.
Na de Tweede Wereldoorlog bleek de kerk, met 123 zitplaatsen, veel te klein en bouwde men een nieuwe kerk waarin 550 gelovigen plaats konden nemen. Deze kerk werd gebouwd van 1961-1963 en architect was Frits Peutz.

## Gebouw
Het betreft een kerk in traditionalistische stijl, gebouwd in mergelsteen en neigend naar neoclassicisme. Ook de 13e-eeuwse toren werd met mergelsteen bekleed. De bakstenen van de voorganger werden gebruikt voor de bouw van de crypte. Het middenschip van deze driebeukige kerk wordt overwelfd met een tongewelf, terwijl de zijbeuken een vlak plafond hebben. De apsis is rond.
Het kerkmeubilair stamt uit omstreeks 1850 en is bijzonder rijk. J.F.H. Dieterich vervaardigde de preekstoel, communiebank, doksaal, biechtstoelen en enkele kerkbanken. Ook bezit de kerk twee 17e-eeuwse koorbanken die uit de Munsterabdij te Roermond afkomstig zijn. Het hoofdaltaar en de twee zijaltaren zijn van 1840.
In de toren bevinden zich twee klokken, in 1513 gegoten door Gregorius van Trier.
Op de begraafplaats bij de kerk bevindt zich een monument voor de wederdopers welke in 1534 en 1535 in Born om het leven werden gebracht en hier herbegraven zijn.